# Jabrun
Jabrun – miejscowość i gmina we Francji, w regionie Owernia-Rodan-Alpy, w departamencie Cantal.
Według danych na rok 1990 gminę zamieszkiwały 172 osoby, a gęstość zaludnienia wynosiła 5 osób/km² (wśród 1310 gmin Owernii Jabrun plasuje się na 676. miejscu pod względem liczby ludności, natomiast pod względem powierzchni na miejscu 148.).